# Biologischer Pflanzenschutz
Der biologische Pflanzenschutz ist in der Literatur nicht einheitlich definiert. Wissenschaftlich definiert man biologischen Pflanzenschutz als "die Nutzung bzw. die Verwendung lebender Organismen (einschließlich Viren) sowie biologischer Wirkstoffe und Prinzipien". Dazu zählen die Erhaltung, Förderung, Ansiedlung und Ausbringung von Nutzorganismen (biologische Maßnahmen), die Nutzung von Pheromonen (biotechnische Verfahren), und in einigen Definitionen auch die Nutzung von Naturstoffen, organischen und anorganischen Substanzen als Pflanzenschutz- und Stärkungsmittel.
Eine breitere Definition setzt biologischen Pflanzenschutz mit dem Ökologischen Pflanzenschutz gleich und versteht darunter den nicht chemischen Pflanzenschutz von Kulturpflanzen vor Schadorganismen und anderen destruktiven Einflüssen. Diese breitere Definition umfasst auch physikalische und kulturtechnische Maßnahmen sowie den Einsatz nicht chemisch-synthetischer Pflanzenschutzmittel. Dabei gilt es, die Bedürfnisse von Pflanzen, Tieren, Boden, Klima und Luft (biotische und abiotische Ökofaktoren) und deren Wechselwirkungen untereinander zu berücksichtigen und ein stabiles Gleichgewicht anzustreben. In diesem Sinne orientiert man sich an natürlichen, stabilen Ökosystemen und Eingriffe sollen im biologischen Pflanzenschutz Ökosysteme möglichst nicht stören und ohne Gift erfolgen. Der Schutz ist vorrangig präventiv und auf die Stärkung der Pflanzen und der Nutzorganismen ausgerichtet, erst sekundär sind direkte Maßnahmen gegen Schaderreger vorzunehmen. Der Pflanzenschutz im Ökolandbau stellt eine gesetzlich definierte Form des Ökologischen Pflanzenschutzes dar, für den über die allgemeinen Prinzipien hinaus genaue Bestimmungen hinsichtlich der zugelassenen Pflanzenschutzmittel gelten.

## Bedeutung
Der biologische Pflanzenschutz hat großes Gewicht im integrierten Pflanzenschutz, wo biologische, chemische und physikalische Maßnahmen kombiniert werden, und auch in der ökologischen Landwirtschaft, wo chemische Maßnahmen nicht erlaubt sind.
Biologischer Pflanzenschutz inklusive biologischer Schädlingsbekämpfung gewinnen als Alternative für Pestizide wieder an Bedeutung. Letztere hinterlassen aufgrund ihrer Persistenz Rückstände in der Natur und führen zu Akkumulation schädlicher Substanzen, die sich negativ auf die menschliche und ökologische Gesundheit auswirken. Außerdem können Schädlinge resistent gegenüber Giften werden. Nach der Behandlung von Lebensmitteln mit Pestiziden muss zudem eine Karenzzeit eingehalten werden, damit sich die Konzentrationen der schädlichen Stoffe abbauen können. Werden unspezifisch wirkende Pestizide angewandt, kann das außerdem zur Folge haben, dass gemäß der dritten Volterra-Regel die Population von Schädlingen schneller wächst als die ihrer Fressfeinde, was das Gleichgewicht ungünstig verschieben kann. Vielen Nützlingen kommt außer der Schädlingsbekämpfung noch die Aufgabe der Bestäubung oder der Bodenverbesserung zu. Darüber hinaus sind Ökosysteme umso stabiler, je mehr verschiedene Organismen und Arten auf diese einwirken.
Infolgedessen leisten auch Schädlinge ihren Beitrag zum Gleichgewicht, da sie nicht zuletzt die Nützlinge ernähren. Der Einsatz von Nützlingen wirkt im Gegensatz zu Gift gezielter, ist aber auch aufwendiger als das Sprühen mit Gift. Eine Langzeitstudie in Kenia, durchgeführt vom Forschungsinstitut für biologischen Landbau (FiBL) und dem staatlich-kenianischen Agroforschungsinstitut ICIPE und unterstützt von der Stiftung Biovision zeigt, dass Biolandwirtschaft mit niedrigeren Input-Kosten die Erträge und höheren Preisen auf dem Markt die Einkommen der Bäuerinnen und Bauern nachhaltig erhöht.

## Präventive Maßnahmen

### Pflanzenmilieu, Kulturtechnik und Pflege der Pflanzen

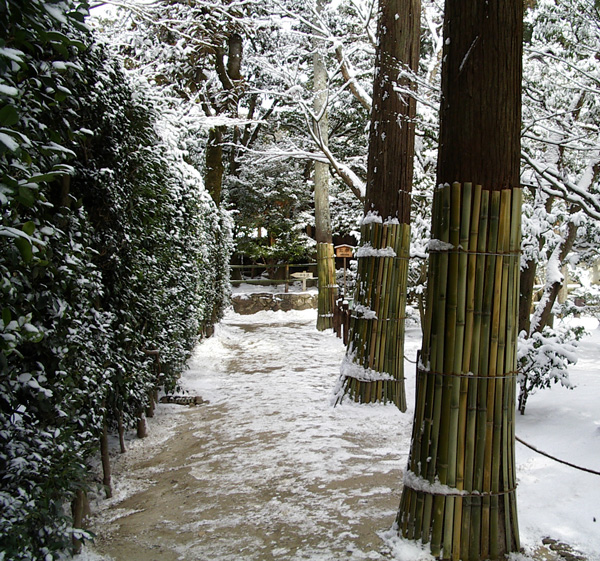
Baumschutz in Japan mittels Bambus

Schaderreger befallen in erster Linie schwache Pflanzen. Demnach werden Schädlinge als Bioindikatoren für schwache Pflanzen an ungünstigen Standorten oder bei unsachgemäßer Pflege verstanden.
Sortenwahl: Bestimmte Sorten sind gegen Krankheiten wie zum Beispiel Mehltau resistent. Bei der Auswahl muss aber auch darauf geachtet werden, dass eine Sorte auch nachteilige Eigenschaften bezüglich zukünftigem Standort und Bewirtschaftungsmethode mit sich bringen kann. Es können sich auch Rassen von Schaderregern entwickeln, gegen die Resistenzen nicht mehr wirksam sind.
Standortbedingungen: Saattermine, Pflanzenabstände und Standortwahl beeinflussen die Wachstumsbedingungen der Pflanze und ihre Anfälligkeit gegenüber Schaderregern. Auch kann man mit korrekter Saatzeit der Flugzeit von Schädlingen ausweichen. Der Schutz beginnt daher mit der Auswahl der richtigen Sorte und dem richtigen Standort zur rechten Zeit. Melioration soll die Wachstumsbedingungen der Pflanzen auf ungünstigen Standorten verbessern. Temperaturen in Gewächshäusern haben nicht nur Einfluss auf die Pflanzengesundheit, sondern auch auf Populationsentwicklungen von Schädlingen und Nützlingen. So können Bodenheizungen eingeschleppte, tropische Nematodenarten fördern. Nematodeneinschleppung kann über verseuchte Erde, beispielsweise solche an Maschinen, geschehen.
Pflanzengerechte Düngung stärkt die Pflanze und sie kann eigene Abwehrstoffe gegen Schädlinge bilden. Aus diesen Gründen verzichtet man im biologischen Anbau weitgehend auf leichtlösliche Mineraldünger, die leicht von der Pflanze aufgenommen werden und zu Überdüngung und Aufschwemmung des Pflanzengewebes und folgender Anfälligkeit für Krankheiten und Schädlingen führen kann. Nährstoffe aus organischem Dünger wie Pflanzenjauche, tierischem oder pflanzlichem Dünger wie Gründüngung sind dagegen meist langsamer verfügbar.
Nützlingsförderung und Bodenleben: Gründüngung bietet auch Platz für Nützlinge, so auch Unkraut, das nicht restlos entfernt werden sollte. Letzteres bedeckt und schützt darüber hinaus den Boden und weist als Zeigerpflanze auf die Bodenbeschaffenheit hin. Die Düngung soll vor allem zur Ernährung der Bodenlebewesen beitragen, die den Boden einerseits durch ihre Ausscheidungen mit Nährstoffen anreichern, andererseits zur Durchlüftung und Lockerung der Erde beitragen. Eine Mulchschicht trägt zusätzlich dazu bei, Boden und Bodenlebewesen zu schützen. Die Bodenbedeckung hat den Waldboden zum natürlichen Vorbild und kann insoweit vorteilhaft sein, dass sie das Aufkommen von Unkraut verhindert, darf aber nicht zu hoch sein, um Luftzirkulation zu garantieren und kein Obdach für Wühlmäuse zu bieten. Die Schicht schützt aber vor allem gegen Sonnenstrahlen und vor Austrocknung, was eine höhere Besiedlung der Bodenlebewesen und einen lockereren Boden nach sich zieht und somit dem Stoffwechsel der Pflanze förderlich ist. Feuchte Erde wird infolgedessen auch nicht vom Wind verweht.
Fruchtfolge: Vorbeugend verzichtet man auf Monokulturen, die eine einseitige Vermehrung von Schädlingen begünstigen. Mischkulturen erschweren dagegen einerseits die Nahrungssuche für Schädlinge, andererseits vermindern sie den Konkurrenzdruck unter den Pflanzen. In Mischkulturen wird außerdem die Wirkung von Allelopathie ausgenutzt. Werden Pflanzen zu häufig am selben Ort angebaut, begünstigt dies den Befall von Krankheiten und Schädlingen, womit mit Fruchtwechsel abgeholfen werden kann.
Die Bodenbearbeitung beeinflusst entscheidend, inwieweit Schädlinge im Boden überdauern (z. B. Drahtwürmer), Erntereste zersetzt werden oder Krankheitserregern weiter Nahrung bieten (viele Pilzkrankheiten), und auf den Beikrautdruck.
Die Widerstandskraft der Pflanzen wird weiterhin durch eine hohe Qualität des Saatgutes, Pflanzenstärkungsmittel und korrekte Schnitt- und Erziehungsmaßnahmen erhöht.

### Technische und physikalische Maßnahmen
Diese Maßnahmen werden in der Literatur manchmal von der Biologischen Schädlingsbekämpfung abgegrenzt.
Bauliche Einrichtungen tragen ebenfalls vorbeugend zum Pflanzenschutz bei: Umzäunungen von Grundstücken oder einzelnen Bäumen schützen vor Wildfraß (Höhe mindestens 1,5 m), Schneckenzäune halten Schnecken fern. Gewächshäuser schützen vor Witterung und erlauben eine exakte Steuerung von Luftfeuchtigkeit und Temperatur. Mit groben Netzen über Pflanzen kann Vogelfraß vorgebeugt werden. An Stanniolstreifen und Farbbänder gewöhnen sich die Vögel allerdings. Vögel können auch mit akustischen Maßnahmen vertrieben werden.
Frostschutz für nicht winterharte Pflanzen kann über verschiedene Maßnahmen erreicht werden. Mit Hecken werden empfindliche Pflanzen vor Wind und Emissionen wie Luftschadstoffen nahegelegener Straßen geschützt. Schnitt von auf diese Weise belasteten Hecken sollte nicht kompostiert oder als Mulch verwendet werden.
Mit Kragen aus Karton oder Kunststoff kann die Eiablage der Kohlfliege am Wurzelhals von Kohlgewächsen verhindert werden.

## Direkte Bekämpfung von Schaderregern
Trotz präventiver Maßnahmen kann starker Krankheits- und Schädlingsbefall auftreten, vor allem bei ungünstiger Witterung oder unbedachtem anthropogenem Eingriff, was direkte Maßnahmen erfordert. Es wird nicht in jedem Fall eine volle Abtötung der Schaderreger angestrebt, sondern lediglich eine Reduzierung auf einen wirtschaftlich akzeptablen Restbefall. Erfolgreicher Pflanzenschutz setzt aber zweifelsfreie Identifikation der Schaderreger voraus, wofür auch Bestimmungshilfen mit Informationen zu biologischen Regulierungsmöglichkeiten der Schaderreger genutzt werden können.

### Physikalische Maßnahmen
Diese Maßnahmen werden in der Literatur manchmal von der Biologischen Schädlingsbekämpfung abgegrenzt.
Mechanische Maßnahmen beinhalten unter anderem die mechanische Beikrautkontrolle durch Hacken, Striegeln und Bodenbearbeitung. Auch das manuelle oder mechanische Entfernen von Schädlingen bzw. befallenen oder erkrankten Pflanzenteilen zählt dazu. Durch Aufsammeln abgeworfener Pflanzenteile, insbesondere Fruchtmumien, kann auch die weitere Vermehrung der Erreger verhindert werden. Es ist abhängig von der Biologie des Erregers ob solche entfernten Pflanzenteile verbrannt werden müssen, kompostiert werden oder im Feld verbleiben können.
Mit Sand können Topfpflanzen vor Schädlingen geschützt werden, die ihre Eier in die feuchte Erde legen, z. B. Trauermücken. Dabei wird die Substratoberfläche komplett mit Sand bedeckt. Dieser trocknet nach dem Gießen schnell und verhindert, dass die Schädlinge ihre Eier in die feuchte Erde oder das Substrat legen können. Die Population sinkt rasch und kann sogar komplett verschwinden. Gegenüber anderen Methoden hat die Sand-Methode folgende Vorteile: Sie ist billig; sie hat eine dauerhafte Wirkung, solange die Oberfläche mit Sand bedeckt bleibt; keine giftigen Stoffe werden benötigt; kein Abfall wird verursacht. Diese Methode eignet sich sowohl zur Prävention als auch zur direkten Bekämpfung bei bestehendem Befall.
Thermische Maßnahmen nutzen Hitze oder Kälte, zum Beispiel bei der Beikrautkontrolle mittels Abflammgeräten, Saatgutbehandlung mit Heißluft oder Heißwasser, oder der Behandlung von Vorratslagern mit Hitze oder Frost. Stark mit Krankheitserregern belastete Böden können durch Solarisation sterilisiert werden. Mit kochendem Wasser kann man gegen Ameisennester vorgehen (im Gegensatz zu den Waldameisen gelten Wiesen- und Wegameisen im Garten eher als Schädlinge). Hitze respektive Dampf wird auch angewendet, um Schadorganismen in der Erde abzutöten, so zum Beispiel Nematoden.
Mit einem scharfen Wasserstrahl können Läuse abgespritzt werden.
Optische und akustische Maßnahmen dienen der Vergrämung von Schädlingen durch Geräusche oder reflektierende Mulchauflagen.

### Biotechnische Maßnahmen
Die biotechnische Schädlingsbekämpfung nutzt artspezifische technische Maßnahmen zur Schädlingsregulierung. Dazu zählen Tierfallen, darunter Lockstofffallen, Bierfallen und Leimringe. Man kann Nacktschnecken auch fangen, indem Bretter, Jutesäcke, Rhabarberblätter etc. ausgelegt werden, unter denen sich die Schnecken tagsüber verstecken und anschließend eingesammelt werden können. Gehäuseschnecken gelten hingegen als Nützlinge, die neben Verfaulendem auch die Eigelege der Nacktschnecken fressen. Mit Fanggürteln, die um Baumstämme in 1 Meter Höhe angelegt werden, werden Insekten oder Raupen gefangen, die an Stämmen hochkriechen. Der Gürtel kann aus präpariertem Wellkarton bestehen und soll den Tieren als Versteck dienen, das bei gegebener Zeit entfernt und vernichtet wird. Gegen Apfelblütenstecher beispielsweise kommt der Gürtel von März bis April, Ende Mai gegen Obstmaden zum Einsatz.
Durch artspezifische Pheromone werden die Männchen in die Irre geführt und finden daher keine Weibchen mehr (s. Verwirrmethode Anwendung v. a. im Weinbau).
Mit feinen Netzen über Kulturen (Kulturschutznetzen) kann Schädlingszuflug und auch Eiablage verhindert werden. Feine Netze sind zudem vorteilhaft für die Ernteverfrühung oder Verhinderung von Rissbildung durch Beschattung. Eine biotechnisch wirkendes Insektizid ist das Azadirachtin aus dem Niembaum, es beeinflusst das Hormonsystem der Insekten derart, dass sie sich nicht mehr zum adulten Tier weiterentwickeln und absterben.
Beim Selbstvernichtungsverfahren, auch Autozidverfahren genannt, wird eine große Zahl künstlich sterilisierter Insekten in eine Population eingebracht. Daraufhin sinkt die Wahrscheinlichkeit, dass sich wilde Weibchen mit fruchtbaren Männchen paaren und fruchtbare Eier abgelegt werden. Eine wirtschaftlich vertretbare Schädlingspopulation zu erreichen ist das Ziel. Das Verfahren muss bei geringer Schädlingspopulation angewendet werden und durch die zusätzlichen Schädlinge soll nur ein geringer Schaden entstehen.

### Biologische Schädlingsbekämpfung

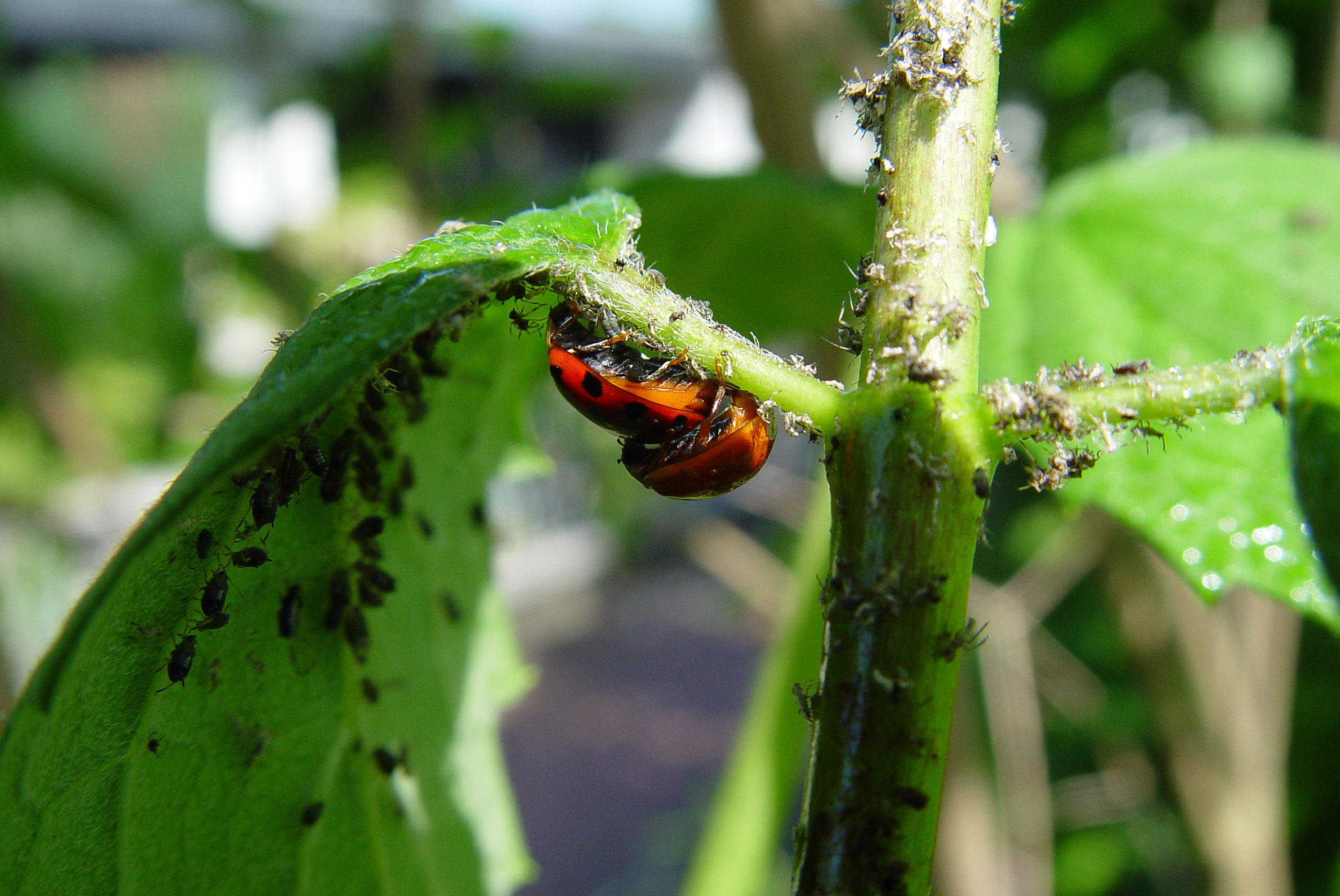
Der Marienkäfer: Ein Blattläuse fressender Nützling

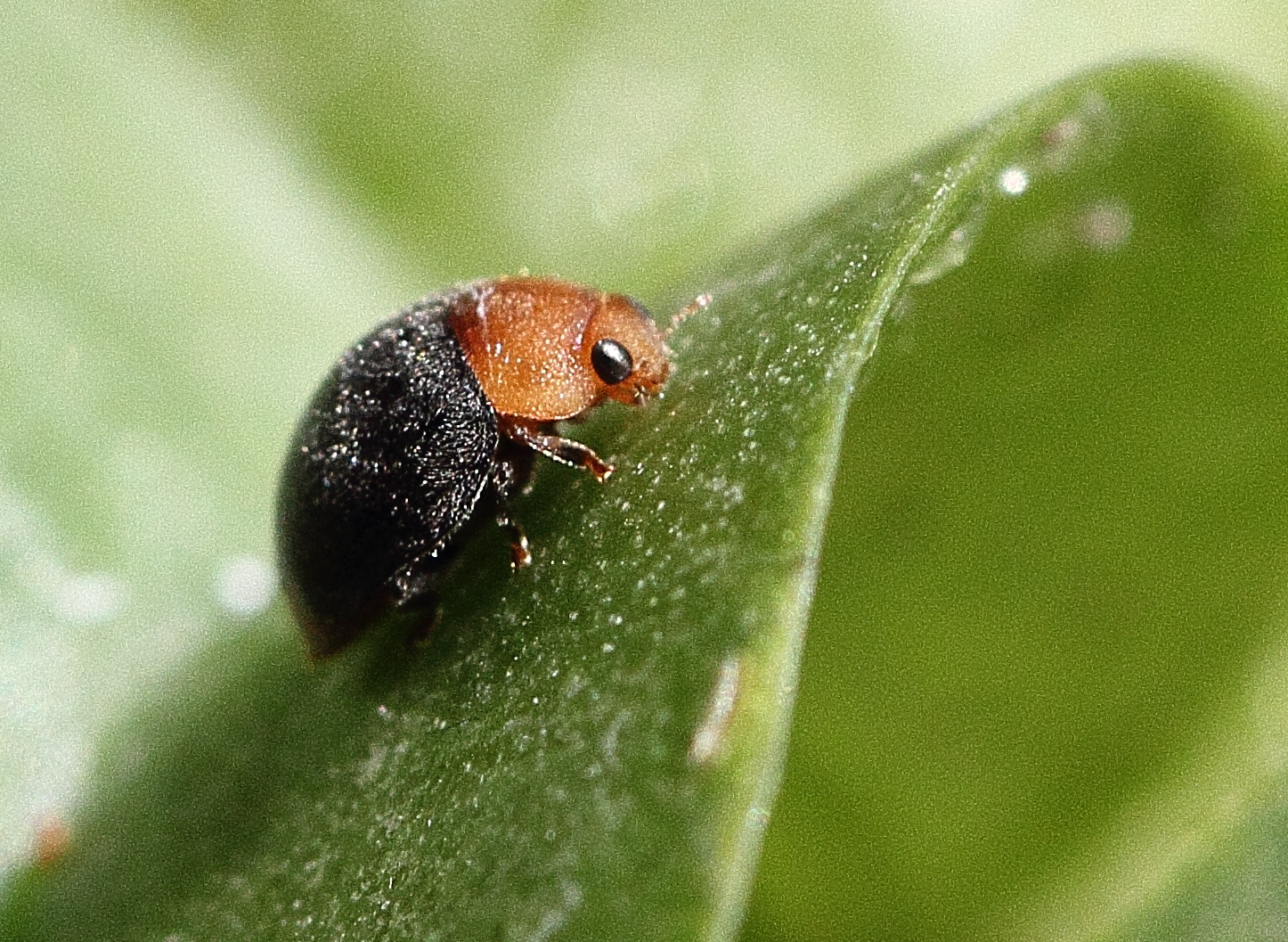
Cryptolaemus montrouzieri (Australischer Marienkäfer) ist ein Vertilger von Schmierläusen und in Deutschland im Handel erhältlich

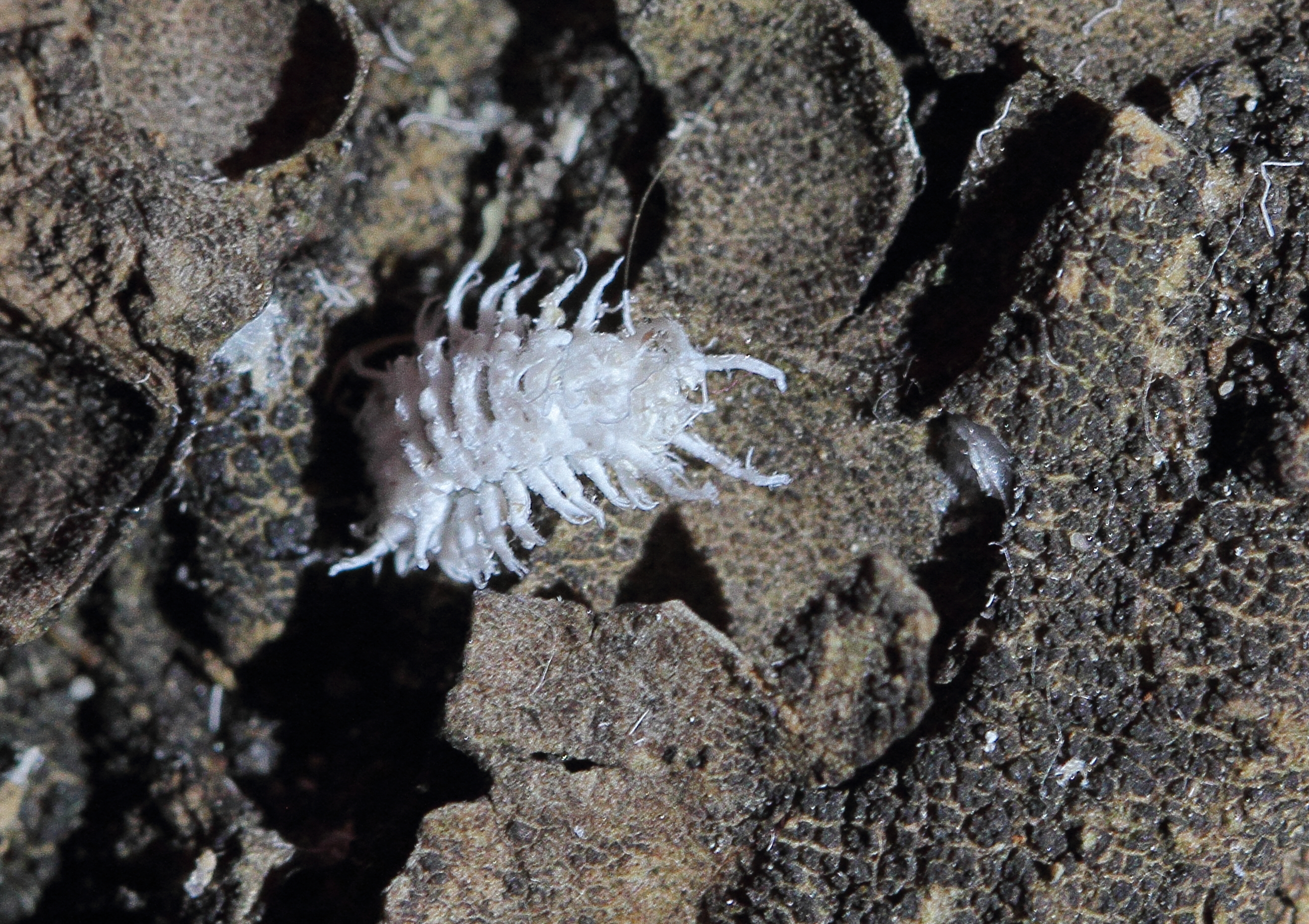
Larve des Australischen Marienkäfers

Bei der biologischen Schädlingsbekämpfung werden Nützlinge, vor allem Fressfeinde, Parasitoide oder Parasiten, gezielt gegen Schadorganismen eingesetzt. Nützlinge werden gefördert, indem ihnen Verstecke und Vegetation inklusive Lockpflanzen und Überwinterungsplätze geschaffen werden, oder indem man des Nützlings natürliche Feinde behindert. Zusätzlich muss auf unspezifisch wirkende Gifte und schonende, dem Nützling entsprechende Bewirtschaftung geachtet werden. Nützlinge werden auch industriell vermehrt und in von Schädlingen befallenen Kulturen ausgesetzt. Isolierte oder geografisch ungünstige Kulturen, zum Beispiel ein Garten, erschweren den Aufbau eines Nützlingsbestandes.
Ist keine tierische Nahrung mehr vorhanden, können einige Nützlinge auf pflanzliche Nahrung umsteigen und zu Schädlingen werden; oder sie profitieren auch davon abgesehen von pflanzlicher Nahrung. Beispiele sind Ohrwürmer, Wanzen, Vögel und Igel. In der gezielten Anwendung von Nützlingen wird deshalb auf Nützlinge zurückgegriffen, welche keine Kauwerkzeuge oder Verdauungsapparate für pflanzliches Material haben.
Es wird unterschieden zwischen makrobiologischer Schädlingsbekämpfung und mikrobiologischer Schädlingsbekämpfung, wo Bakterien, Pilze und Viren gezielt gegen Schädlinge eingesetzt werden. Diese Methoden gelten als nützlingsschonend und nachhaltig.
Nützlinge und Schädlinge sind in der Liste von Nützlingen aufgeführt.

### Pflanzenschutzmittel
Insektizide: Damit Insektizide Schädlingsregulierungsmittel nützlingsschonend wirken, sollten sie sich rasch abbauen, wie dies bei vielen pflanzlichen Wirkstoffen der Fall ist. Zudem sind Fraßgift nützlingsschonend: wirken überwiegend als Kontaktgift und bauen sich rasch ab, wohingegen chemisch-synthetische Regulierungsmittel auch als Fraßgift wirken und längere Abbauzeiten haben. Fraßgifte werden beim Fressen von den Schädlingen aufgenommen und wirken daher spezifischer. Kontaktgifte wirken auf das Nervensystem, sie können Nützlinge schädigen, die in den Kulturpflanzen auf Nahrungssuche gehen und mit den Wirkstoffen in Kontakt kommen. Sie sollten darum zurückhaltend angewandt werden. Sie werden vorzugsweise erst abends gespritzt, um Nützlinge, zum Beispiel Bienen, nicht zu gefährden, und sollen nicht auf blühenden Pflanzen ausgebracht werden. Pflanzliche Insektizide werden unter anderem hergestellt aus dem Niembaum (Azadirachtin, hormonell wirkendes, nützlingsschonendes Fraßgift), Rainfarn, Wermut (Repellent zur Vergrämung), Chrysanthemen (Pyrethrum, breit wirksames Kontaktgift), Rotenon (aufgrund seiner Fischgiftigkeit nicht zugelassen als Pflanzenschutzmittel) oder Quassia (Repellent zur Vergrämung).
Fungizide: Pilzerkrankungen verursachen einen Großteil der phytopathogenen Schäden in der biologischen Landwirtschaft. Zugelassen sind Kupferpräparate, Schwefel, Mikroorganismen, sowie mineralische und pflanzliche Öle.
Kupfersalze wurden als Fungizide schon lange vor der Entdeckung synthetischer Pilzbekämpfungsmittel eingesetzt. Pierre-Marie Alexis Millardet veröffentlichte 1885, dass Bordeauxbrühe, eine Mischung aus Kupfersulfat und Kalkbrühe, zur Bekämpfung des Falschen Mehltaus geeignet ist. Kupfer hat den Nachteil das Bodenleben zu schädigen und sich im Grundwasser anzureichern, daher wird der Einsatz der Kupfersalze von Wasserbehörden kritisiert. Kalkmilch, die zweite Substanz der Bordeuxbrühe, wirkt ebenfalls als Fungizid, da sie auf der Blattoberfläche ein alkalisches Milieu erzeugt.

Schwefel erzielt gute Wirkung gegen echten Mehltau, kann jedoch zu Verbrennungen und Verätzungen der Blattoberfläche und Blütenorgane führen.

Mikroorganismen werden hauptsächlich zur Bekämpfung der Sclerotinia-Arten eingesetzt. Die Wirksamkeit von Mikroorganismen ist umstritten, da sie auch pathogenen Bakterien als Nahrungsquelle dienen und diesen sogar bei der Infizierung des Pflanzengewebes behilflich sein können.
Des Weiteren sind biologische Akarizide gegen Milben (z. B. Pflanzenöle), Bakterizide gegen Bakterien (z. B. Kupferverbindungen) und Molluskizide gegen Schnecken (Eisenphosphat) verfügbar. Im Ökologischen Landbau dürfen nur Zugelassene Pflanzenschutzmittel angewendet werden, deren Wirkstoffe in der EU-Ökoverordnung gelistet sind. Die Hersteller von Biopflanzenschutzmitteln treffen sich jährlich zum ABIM-Erfahrungsaustausch in Basel.

### Pflanzenstärkungsmittel
Als Pflanzenhilfsstoffe werden Kräuter- und Pflanzenextrakte, Bakterien- und Pilzkonzentrate, ätherische Öle und tierisches Eiweiß (hydrolysierte Schlachtabfälle) verwendet. Auszüge aus Beinwell, Ackerschachtelhalm, Brennnessel, Wermut und Rainfarn, sowie tierische Proteine, Mikroorganismen und Zucker fördern die Bakteriendichte auf der Blattoberfläche. Hierbei vermehren sich pathogene und nicht pathogene Bakterien unkontrolliert.

## Forschung im Bereich des biologischen Pflanzenschutzes
- Das Julius Kühn-Institut (JKI), früher Biologische Bundesanstalt für Land- und Forstwirtschaft (BBA), unterhält in Darmstadt ein „Institut für biologischen Pflanzenschutz“.[36]
- Das Forschungsinstitut für biologischen Landbau (FiBL) ist eine unabhängige Forschungseinrichtung im schweizerischen Frick, die sich mit der Erforschung von Methoden und Anwendungen des biologischen Landbaus beschäftigt.[37]
- Das International Centre of Insect Physiology and Ecology (ICIPE) ein Forschungsinstitut in Nairobi, Kenia für angepassten biologischen Landbau.[38][39]
- 2002 erhielt Peter Lüth für „Biologischen Pflanzenschutz durch Mikroorganismen“ den Umweltpreis der Bundesstiftung Umwelt.[40]